# Tomaquera d'arbre
La tomaquera d'arbre (Solanum betaceum) és un petit arbre o arbust dins la família solanàcies, la mateixa que el tomàquet. El seu fruit és comestible i s'anomena tomàquet d'arbre.

## Origen
És natiu dels Andes, on habita fins a una altitud de 2.500 metres, i avui es cultiva a nombrosos països tropicals i subtropicals.

## Descripció
L'arbre s'assembla a la tomatera per la forma de les seves branques, torçades, amb la diferència que és força més gros, ja que pot assolir fins a quatre metres d'alçada. Les fulles són grosses, amb forma de cor punxegut. Les flors tenen forma d'estrella de color verd clar. Els fruits, de color vermell, pengen de llargs peduncles verds.
El fruit té un gust dolç suau i es pot comparar al kiwi, tomàquet o maracujà. La pell i la polpa que hi està a prop és amargant. L'aspecte exterior és semblant al d'un tomàquet de pera però el seu gust és completament diferent, la pell és dura, rugosa i de gust amargant, motiu pel qual no se sol menjar. Típicament el fruit es talla en dues meitats i hom en menja l'interior servint-se d'una cullereta.

## Usos
Hom en menja el fruit. A Amèrica del Sud es confiten. A Madeira en canvi en solen fer melmelada o licors, a més de menjar-los crus.

## Cultiu
Es cultiva als Andes, a l'Argentina, Austràlia, Brasil, Indonèsia, Kenya, Portugal, Estats Units, Veneçuela i Nova Zelanda. Quan els arbres són joves són molt sensibles al fred; necessiten molta aigua; un arbre pot arribar a fer seixanta-sis quilos de fruita.

## Galeria de fotos

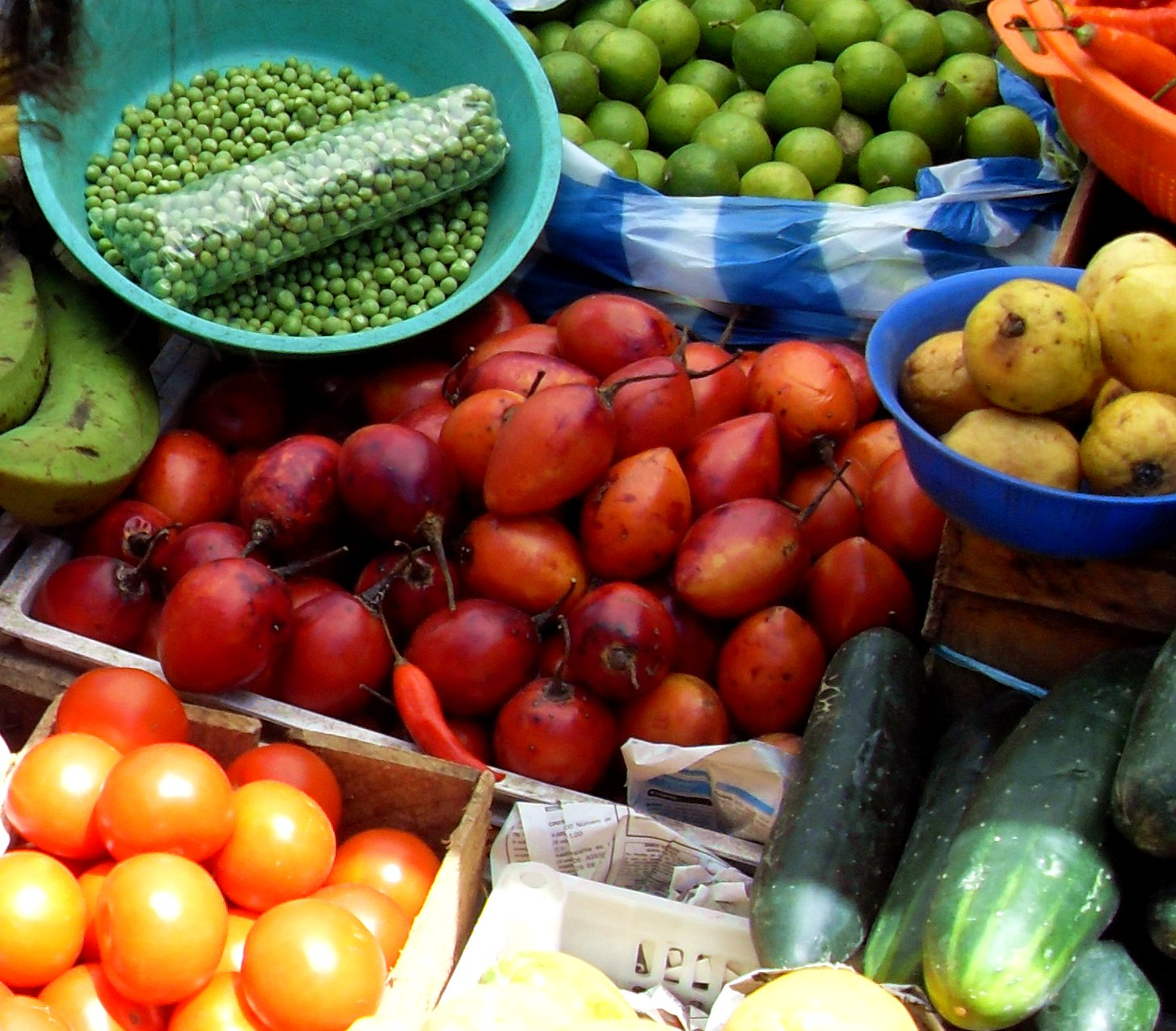
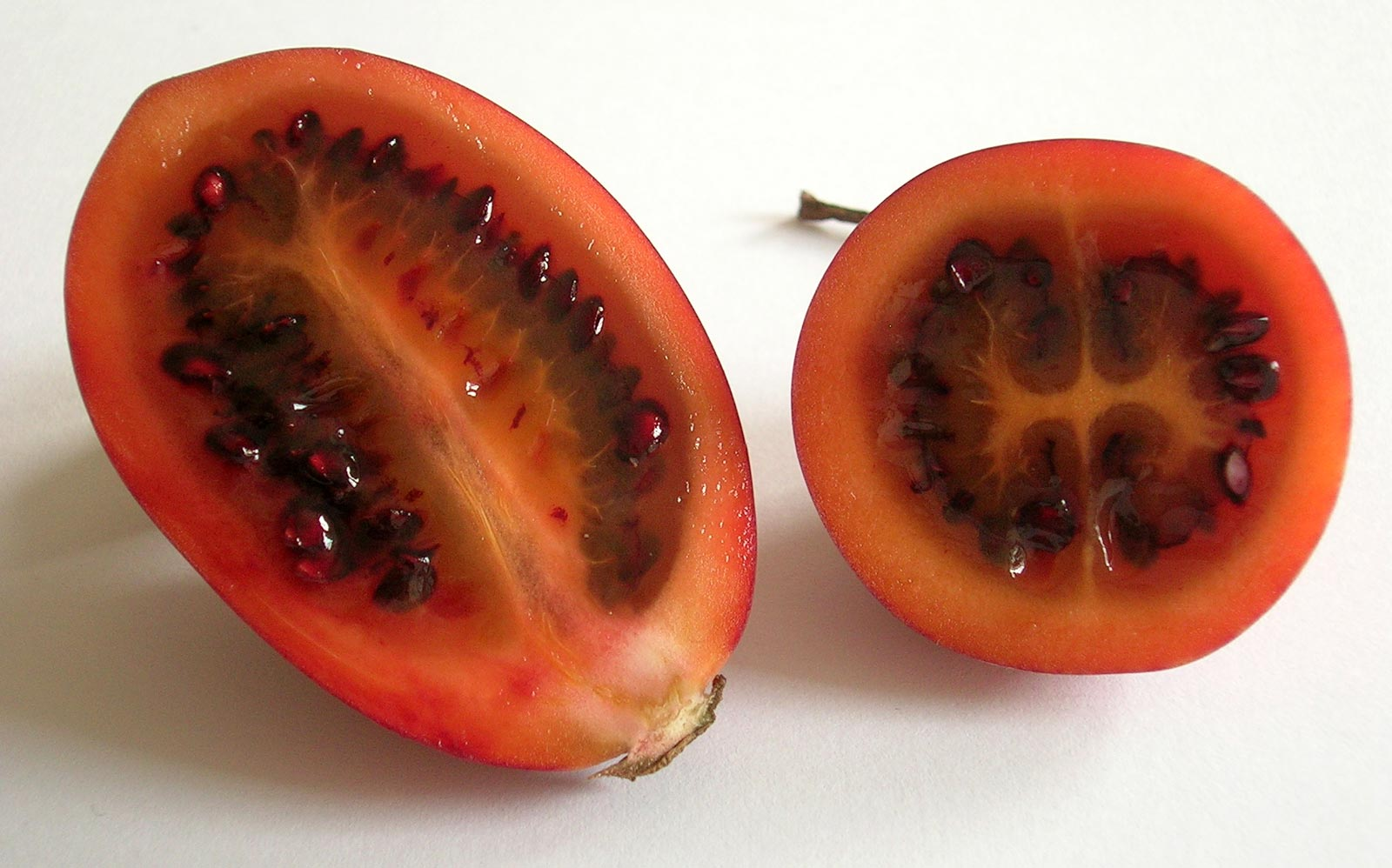
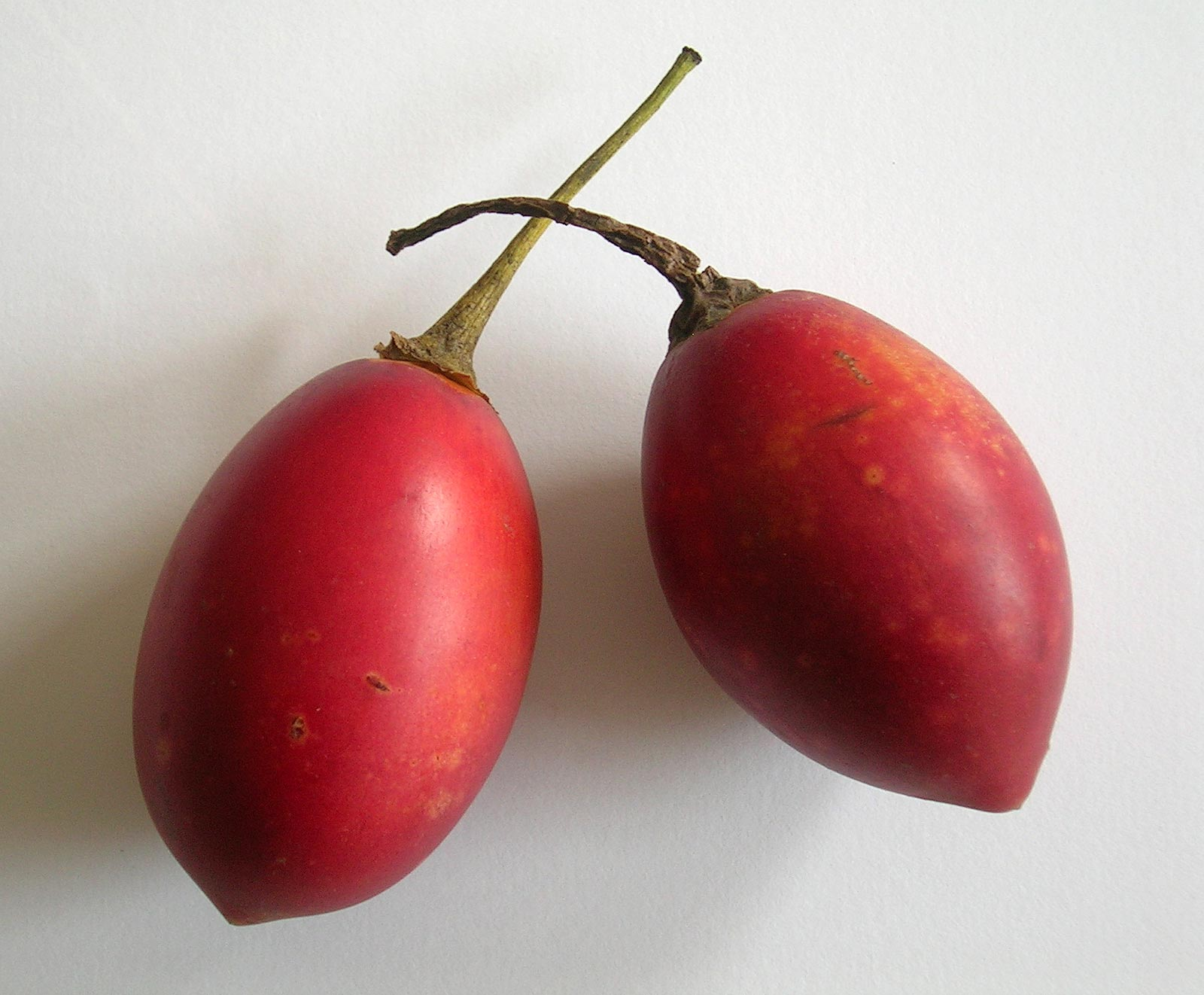